# Belmont (California)
Belmont es una ciudad del condado de San Mateo en California, Estados Unidos. Está ubicada en el área de la bahía de San Francisco, en la península de San Francisco, a mitad de camino entre las ciudades de San Francisco y San José. Originalmente fue parte del territorio de Rancho de las Pulgas. En el censo de 2010, la población ascendía a 25,835 habitantes. Su población estimada, a mediados de 2019, es de 26,941 habitantes.
Belmont está formada en su mayor parte por zonas residenciales y pequeños comercios de venta al por menor, aunque en el este cuenta con una zona industrial. En la década de los 90 la demanda de vivienda y por consiguiente los precios de la misma aumentaron vertiginosamente, debido principalmente a la construcción en la ciudad de la sede central de la compañía Oracle Corporation.
Entre los lugares más representativos de Belmont se encuentra el «Waterdog Lake», que situado en la ladera de las colinas que rodean la ciudad, ha sido escenario de los dos únicos asesinatos cometidos en la historia de la ciudad.
Ralston Hall, es una mansión construida por el fundador del Banco de California, William Chapman Ralston, en estilo italiano y que forma parte del National Register of Historic Places.
La Carlmont High School y la Ralston Middle School tienen su sede en Belmont y son dos de las más distinguidas escuelas de California.

## Geografía
Belmont está situado en 37°31′5″N 122°17′30″O / 37.51806, -122.29167 (37.518087, -122.291673). Según la oficina del censo de los Estados Unidos, la ciudad tiene un área total de 11.7 km² (4.5 millas²).

## Demografía
Según el censo del año 2000, la población de Belmont era de 25.123 habitantes, con un total de 10.418 hogares y 6.542 familias residiendo en la ciudad. La densidad de población era de 2.143,3 hab/km². Según dicho censo la división racial era de la siguiente forma: el 75,19 % de la población era de raza blanca, el 8,32% hispanos, el 1,68% afroamericanos, el 0,29% nativos americanos, el 15,44% asiáticos, el 0,54% hawaianos y el 2,62% de otras razas.
Del total de 10.418 hogares, en el 26,4% de los mismos vivían niños o jóvenes menores de 18 años con sus padres, en el 52,6 % de los hogares vivían parejas.
Los ingresos medios por hogar eran de 80.905 dólares. Los hombres ganaban una media de 63,281 dólares frente a los 46.957 de las mujeres.

## Educación
La Biblioteca del Condado de San Mateo es la Biblioteca de Belmont.

## Ciudades hermanadas
- Namur, Bélgica
- Belmont, Massachusetts, EE. UU.